# Det kommer aldrig va över för mig
Det kommer aldrig va över för mig är det sjunde studioalbumet av den svenska popartisten Håkan Hellström, utgivet den 17 april 2013 på Stranded Rekords. Albumet är inspelat, skrivet och producerat i samarbete med Björn Olsson, Johan Forsman-Löwenström och Måns Lundberg. Albumet debuterade som etta på Sverigetopplistan den 26 april. Titelspåret "Det kommer aldrig va över för mig" släpptes som albumets enda singel den 15 mars 2013 och nådde andra plats på svenska singellistan. Av övriga låtar hade "Valborg" listframgångar på Digilistan (plats 36) samt Svensktoppen (plats 7).
Den 20 februari 2014 hade Det kommer aldrig va över för mig uppnått svensk dubbelplatina för 80 000 sålda exemplar.

## Bakgrund
I en intervju med Aftonbladet säger Håkan Hellström att förutom trummisar medverkar inga studiomusiker på skivan, Hellström säger "Det var rätt grymt att stå och spela bas igen själv" och fortsätter "Det här är väldigt mycket en studioskiva och det är inte den där livefrenesin som finns på de två senaste plattorna. Det är ganska stramt och inte många instrument på låtarna. Det ingen riktig spelglädje, haha."

## Mottagande
På Kritiker.se, en webbplats som sammanställer svenska webbtidningars recensioner, har Det kommer aldrig va över för mig ett medelbetyg på 4,2/5 baserat på 27 recensioner. Andres Lokko på Svenska Dagbladet gav albumet toppbetyget 5/5 och inledde sin recension med att skriva "Ingen som någonsin förälskat sig i Håkan Hellströms musik och lyrik kan motstå låtarna på nya albumet". Expressen och Aftonbladet gav båda betyget 4/5 till albumet. Anders Nunstedt på Expressen skrev att "Det kommer aldrig va över för mig är mycket riktigt en av Hellströms bästa, men det är å andra sidan alla skivor han gjort".

## Låtlista
| Nr  | Titel                             | Kompositör                            | Produktion                       | Längd |
| --- | --------------------------------- | ------------------------------------- | -------------------------------- | ----- |
| 1.  | Peace N Luv                       | Håkan Hellström, Björn Olsson         | Hellström, Olsson                | 0:28  |
| 2.  | Det kommer aldrig va över för mig | Hellström, Olsson                     | Hellström, Olsson, Charlie Storm | 4:27  |
| 3.  | Du kan gå din egen väg            | Hellström, Olsson                     | Hellström, Olsson                | 3:59  |
| 4.  | När lyktorna tänds                | Hellström, Olsson                     | Måns Lundberg                    | 4:47  |
| 5.  | Pistol                            | Hellström, Johan Forsman-Löwenström   | Lundberg, Forsman-Löwenström     | 4:36  |
| 6.  | Valborg                           | Hellström, Olsson                     | Hellström, Olsson                | 3:18  |
| 7.  | Tänd strålkastarna                | Hellström, Olsson                     | Hellström, Olsson                | 0:52  |
| 8.  | Livets teater                     | Hellström, Olsson, Forsman-Löwenström | Hellström, Forsman-Löwenström    | 3:06  |
| 9.  | Fri till slut                     | Hellström                             | Lundberg                         | 5:07  |
| 10. | Street Hustle                     | Hellström, Olsson                     | Hellström, Forsman-Löwenström    | 4:29  |
| 11. | Det tog så lång tid att bli ung   | Hellström, Olsson                     | Hellström, Forsman-Löwenström    | 5:23  |

| 12. | Ett goddag glider in i ett adjö | Hellström | 2:54 |

Källa

## Medverkande
- Johan Forsman-Löwenström – klaviatur, bas, tamburin,[11] producent[6]
- Lars-Erik "Labbe" Grimelund – slagverk[källa behövs]
- Thomas Hedlund – slagverk[11]
- Håkan Hellström – sång,[11] gitarr, bas, producent[6]
- Salome Kent – kör[källa behövs]
- Melisha Linnell – kör[källa behövs]
- Måns Lundberg – producent,[6] klaviatur, gitarr, mandolin
- Björn Olsson – gitarr, bas, producent[6]
- Lars "Pop-Lars" Malmros – slagverk[källa behövs]
- Fredrik Sandsten – slagverk[11]
- Matti Ollikainen – piano[källa behövs]

## Listplaceringar
| Lista (2013)        | Högsta position |
| ------------------- | --------------- |
| Norska albumlistan  | 2               |
| Svenska albumlistan | 1               |